# Cofutpa U San José Femenino
El Cofutpa U San José fue un equipo de fútbol femenino que participó durante una temporada en la Primera División Femenina de Costa Rica.

## Historia
En el 2022, Cofutpa avanzó a semifinales tras vencer a Fusión Potrero en octavos de final en el Torneo Clausura de la Segunda División de Costa Rica. En semifinales se enfrentó ante el Puntarenas F. C., en el juego de ida el marcador se mantuvo en el empate 0-0, en el segundo compromiso se empató 2-2, teniéndose que definir en tanda de penales, siendo el ganador Cofutpa en el marcador 4-2, logrando avanzar a la final. El 11 de diciembre se enfrentó ante A. D. Moravia, empatando el compromiso en el marcador 0-0. En el segundo compromiso se logró sacar la victoria en el marcador 2-3, debido a las anotaciones de Katherine Vargas, Carol Hernández y un autogol de Moravia, logrando coronarse campeonas del Torneo Clausura de la Segunda División de Costa. El equipo palmañero obtuvo el boleto a la final nacional por el ascenso a la máxima categoría costarricense, teniéndose que enfrentarse ante Arenal de Coronado, en el primer partido el marcador finalizó con victoria 1-0, debido al gol de Yoxseline Rodríguez. En el segundo duelo, se definió en el Estadio Municipal El Labrador, finalizado con el empate 1-1, debido al gol de Joselyn Olivera, en el marcador global finalizó con victoria 2-1, logrando clasificar a la Primera División de Costa Rica.
El 29 de enero de 2023 debutó en la máxima categoría costarricense, en la primera fecha del Torneo Apertura 2023, se enfrentó ante el C.S Herediano en el Estadio Jorge "Palmareño" Solís como local, el compromiso consumió la primera derrota en el marcador 0-2.
El equipo palmareño disputó el Torneo Apertura 2023 y el Torneo Clausura 2023 en su instancia en la primera categoría, al finalizar la tabla general de la tabla acumulada de los dos torneos, Cofutpa se ubicó en la última posición, con 33 goles a favor y 112 en contra, siendo este resultado el descenso a segunda división, y la desaparición del club.

## Estadio

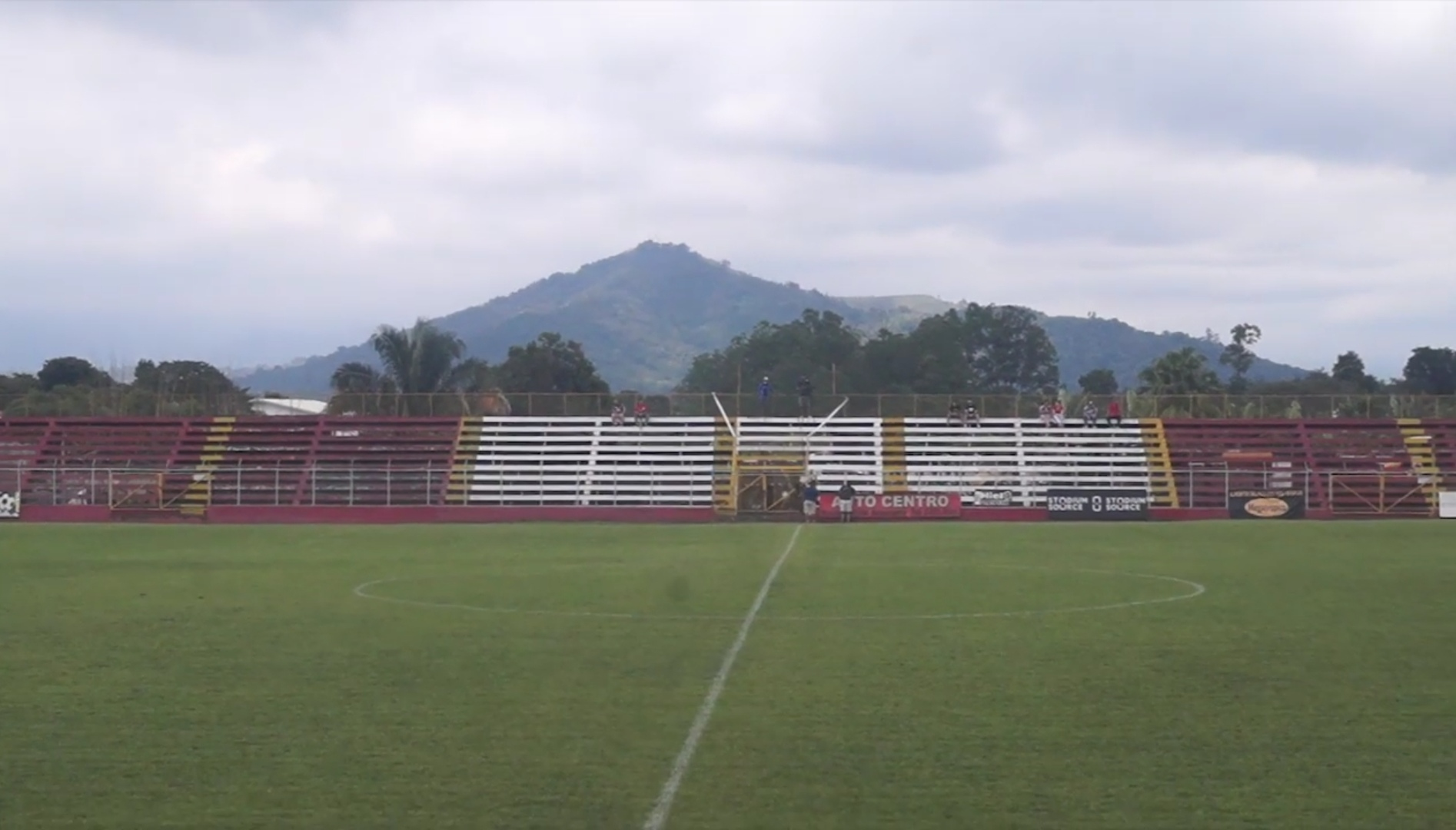

El Estadio Jorge "Palmareño" Solís, sede de Cofutpa, cuenta con un césped sintético, con la capacidad de 2,000 espectadores.

## Datos del club

### Primera División
- Primer partido: 29 de enero de 2023, vs C. S. Herediano.[9]
- Primera victoria: 25 de marzo de 2023, 2-0 vs C. S. Herediano.[10]
- Primera victoria como local: 18 de agosto de 2023, 3-2 vs Dimas Escazú.[11]
- Primera victoria como visitante: 25 de marzo de 2023, 2-0 vs C. S. Herediano.[10]
- Primera derrota: 29 de enero de 2023, 0-2 vs C. S. Herediano.[8]
- Primera derrota como local: 29 de enero de 2023, 0-2 vs C. S. Herediano.[8]
- Primera derrota como visitante: 5 de febrero de 2023, 1-0 vs Municipal Pococí.[12]
- Primer gol: 25 de febrero de 2023,  Joxseline Rodríguez, vs Deportivo Saprissa.[13]
- Mayor goleada a favor: No tuvo.

## Palmarés

### Títulos nacionales
| Competiciones nacionales             | Títulos | Subcampeonatos |
| ------------------------------------ | ------- | -------------- |
| Segunda División de Costa Rica (1/0) | 2022    |                |